# Comiket
Comiket (jap. コミケット Komiketto), właśc. Comic Market (jap. コミックマーケット Komikku Māketto) – największe na świecie targi dōjinshi, odbywające się dwa razy w roku w Tokio.
W pierwszych targach zorganizowanych w 1975 roku uczestniczyło około 700 osób; obecnie wydarzenie przyciąga ponad pół miliona odwiedzających, a około 35 tys. kół dōjin sprzedaje tu łącznie ponad 7 mln egzemplarzy dōjinshi.
Targi stanowią okazję dla twórców do samopublikowania własnych prac, głównie mang, muzyki i gier komputerowych. Sprzedawane publikacje w większości opierają się na popularnych mangach, anime i innych dziełach popkultury (fan fiction) i często poruszają tematykę miłosną lub seksualną. Choć mogą one naruszać prawa autorskie, przepisy nie są tu ściśle egzekwowane. Na targach obecni są także wystawcy komercyjni – firmy wydawnicze, nadawcy telewizyjni i sklepy. Wydarzeniu towarzyszą pokazy cosplayu.

## Historia

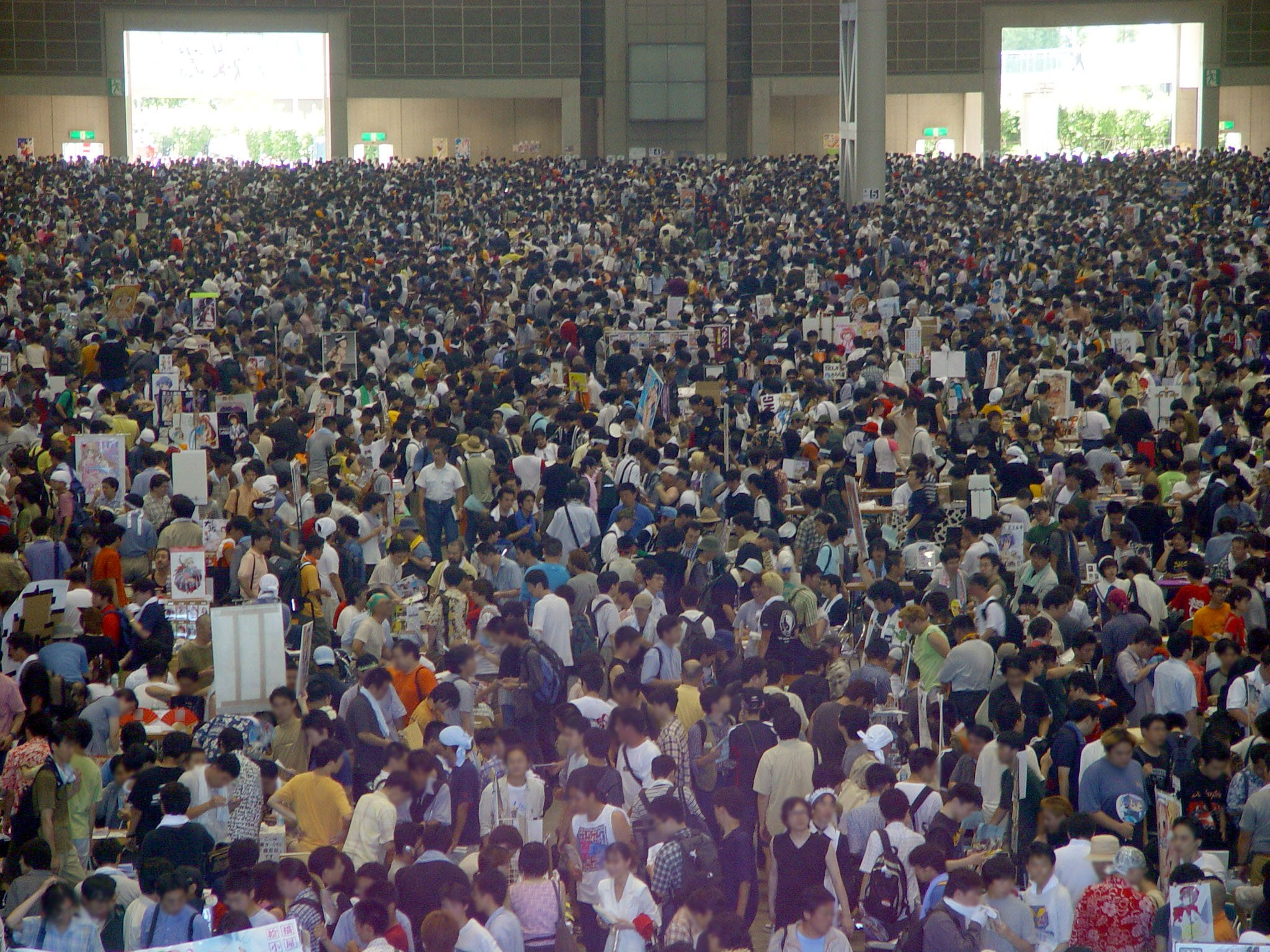
Sprzedaż dōjinshi podczas Comiket 62 (sierpień 2002)

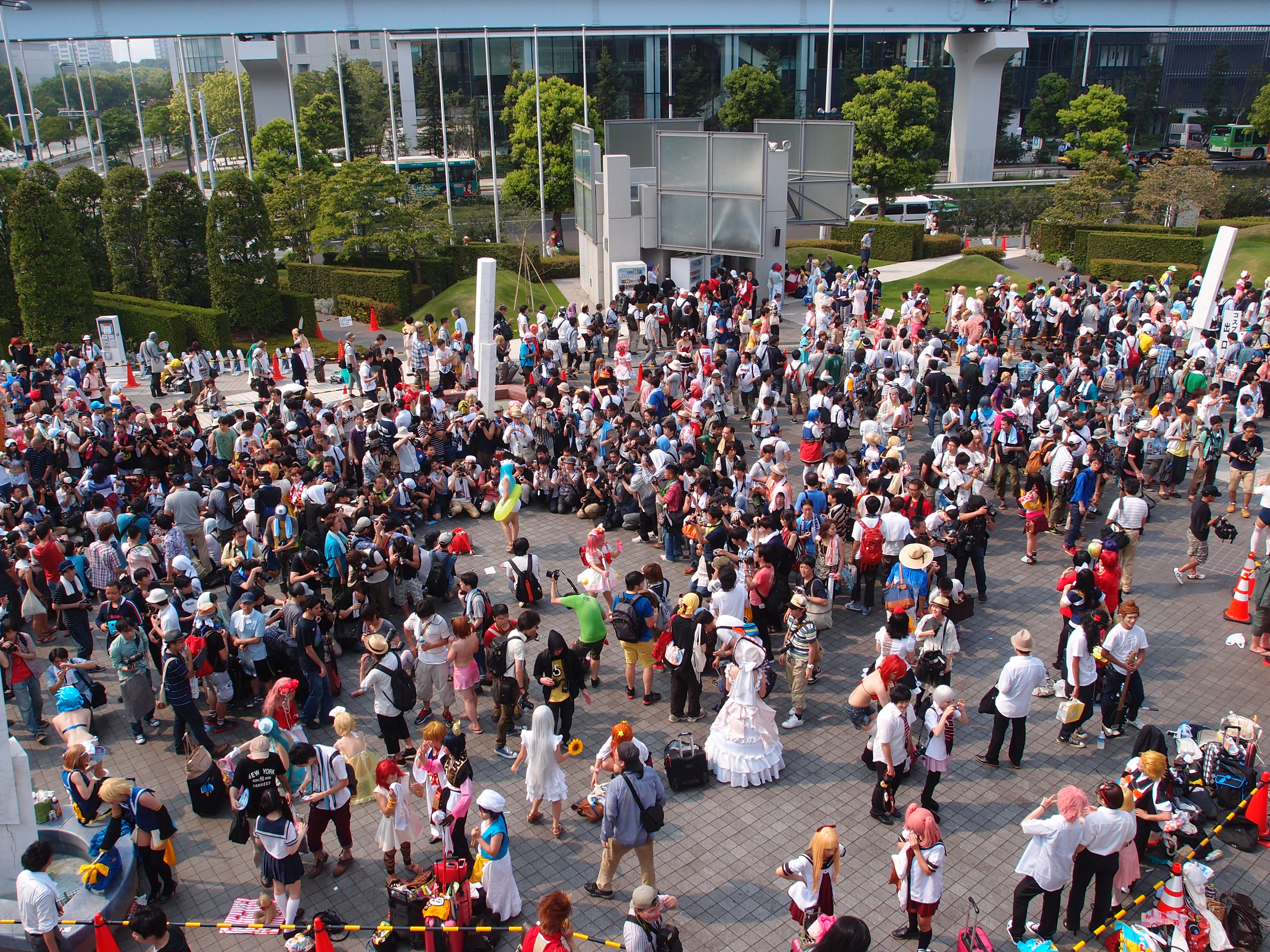
Obok części targowej odbywają się pokazy cosplayu

Wraz z rosnącą popularnością mang w latach 60. XX wieku pojawił się rynek publikacji amatorskich. W 1966 roku założone zostało czasopismo „COM”, w którym grupy dōjin mogły publikować swoje prace i zamieszać ogłoszenia. Po zamknięciu czasopisma w 1971 roku fani mangi zaczęli uczestniczyć w konwentach (wzorowanych na podobnych wydarzeniach w Stanach Zjednoczonych) takich jak Nihon Manga Taikai, które, choć składały się głównie z prelekcji prowadzonych przez profesjonalnych mangaków oraz projekcji anime, pozwalały w ograniczonym zakresie na sprzedaż dōjinshi. Na konwentach panował jednak wyraźny podział na profesjonalistów i amatorów, a organizatorzy mieli decydujący wpływ na kształt wydarzeń, co stało się przedmiotem krytyki ze strony części uczestników. Niektórym grupom dōjin odmawiano możliwości sprzedaży swoich prac.
Niezadowoleni z dotychczasowych konwentów fanów, członkowie koła dōjin o nazwie Meikyū zdecydowali się zorganizować targi dōjinshi, na których wszyscy twórcy mogliby bez ograniczeń sprzedawać swoje publikacje. Pierwsza edycja Comic Market odbyła się 21 grudnia 1975 roku w Tokio i wzięły w niej udział 32 koła oraz ok. 700 osób. Targi były reklamowane w magazynach z mangami shōjo, których członkowie Meikyū byli fanami, a 90% gości stanowiły uczennice gimnazjów i liceów. Wśród pierwszych grup uczestniczących w targach były głównie koła publikujące oryginalne prace, a także koła recenzujące mangi, fankluby profesjonalnych mangaków oraz szkolne koła miłośników mangi. Pod koniec lat 70. popularność wśród osób dorosłych zaczęły zyskiwać seriale anime takie jak Uchū senkan Yamato i Kidō Senshi Gundam, czemu towarzyszyło pojawienie się kół tworzących nieoficjalnie publikacje z bohaterami z tych produkcji (fan fiction). W twórczości kobiet uczestniczących w targach narodził się wówczas gatunek yaoi, przedstawiający seksualne relacje między męskimi postaciami z mang i anime. W następnych latach fanowskie parodie stały się najpopularniejszą kategorią dōjinshi.
W latach 70. stopniowo rosła liczba mężczyzn będących fanami mang shōjo, ale pozostawali oni mniejszością uczestników Comiketu. Sytuacja ta zaczęła się zmieniać w roku 1979. Wówczas, w odpowiedzi na przeważającą liczbę publikacji dla dziewcząt i kobiet, kilku mangaków, w tym Hideo Azuma, zapoczątkowało gatunek loliconu. Tworzone przez nich dōjinshi pod względem stylistyki przypominały mangi shōjo, jednak przedstawiały żeńskie postacie w seksualnych sytuacjach. Już dwa lata później targi odwiedzało ok. 9 tys. osób, z których większość stanowili mężczyźni. „Lolicon boom” trwał do 1986 roku, kiedy na pierwsze miejsce pod względem popularności wysunęły się publikacje z gatunku yaoi parodiujące serię Captain Tsubasa (pol. Kapitan Jastrząb). Gatunek ten zaczął odgrywać kluczową rolę w kulturze żeńskiej części otaku. W ciągu następnego roku frekwencja wzrosła niemal dwukrotnie (do około 60 tys. osób w zimie 1987 roku), a najliczniejszą grupę ponownie stanowiły kobiety. W tym czasie Comiket został wydłużony do dwóch dni (po jednym dla kobiet i mężczyzn). Po zakończeniu wydawania mangi Captain Tsubasa twórczość kobiet skupiła się na seriach Saint Seiya (pol. Rycerze Zodiaku) i Yoroiden Samurai Troopers.
Choć Comiket był początkowo postrzegany jako miejsce, w którym amatorzy mogli doskonalić swoje umiejętności w tworzeniu mang przed rozpoczęciem profesjonalnej kariery, w latach 80. podział na twórców profesjonalnych i amatorów zaczął się zacierać. Niektórzy autorzy dōjinshi (np. Rumiko Takahashi, grupa Clamp) nadal kontynuowali uczestnictwo w targach pomimo osiągnięcia sukcesu na rynku wydawniczym. Comiket zapewniał twórcom możliwość realizacji wolności twórczej bez ograniczeń nakładanych przez firmy wydawnicze, dlatego na początku lat 90. swoje prace zaczęli tu publikować także profesjonalni mangacy niezwiązani wcześniej z rynkiem dōjinshi.

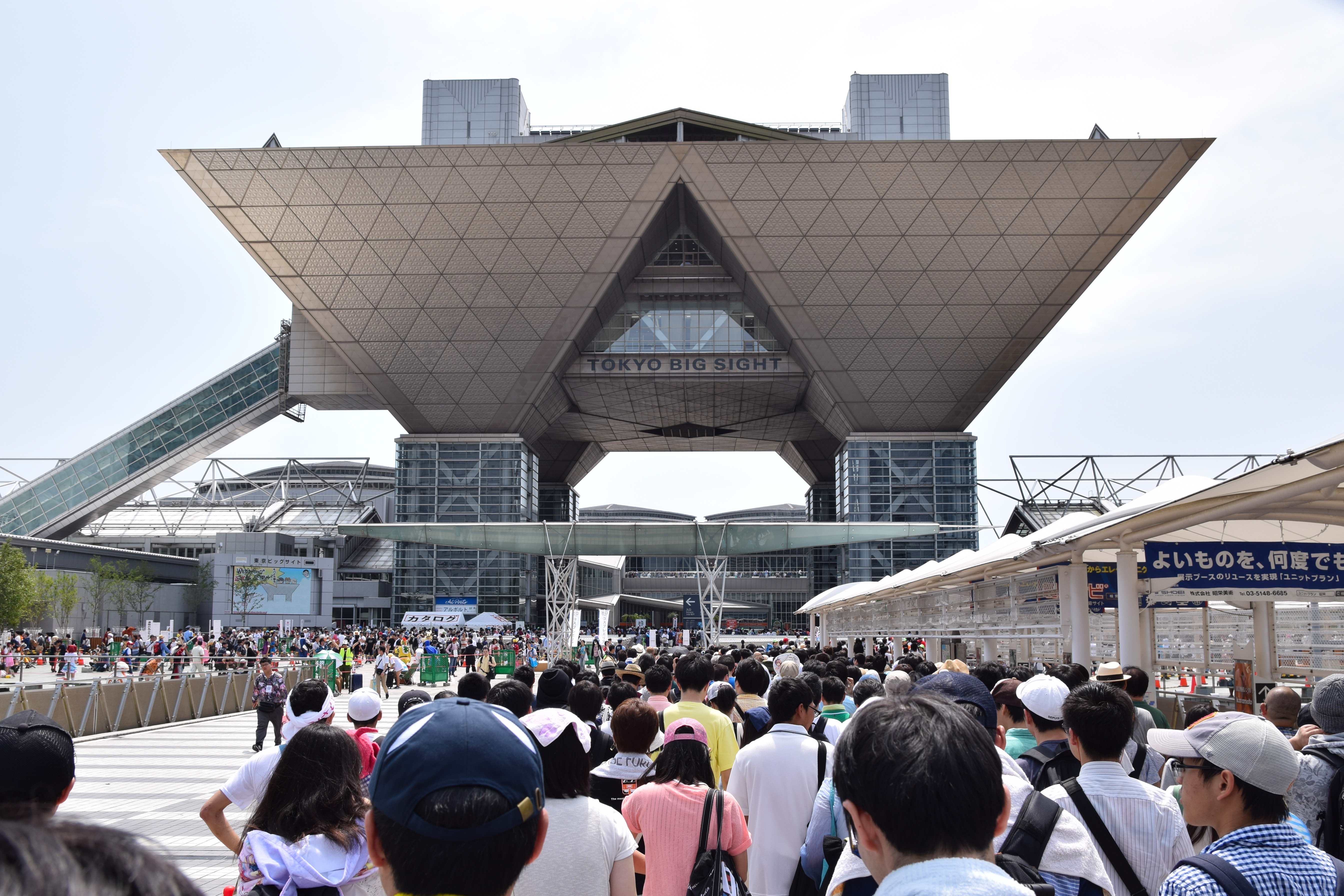
Kolejka przed Tokyo Big Sight podczas Comiket 90 (sierpień 2016)

Comiket w pierwszych latach był organizowany w różnych lokalizacjach, jednak w 1996 roku został ostatecznie przeniesiony do Tokyo Big Sight, największego centrum kongresowego w Japonii. W związku z ciągle rosnącą liczbą uczestników, w owym czasie spowodowaną popularnością anime Neon Genesis Evangelion, w 1997 roku letni Comiket po raz pierwszy odbywał się przez trzy dni (udział wzięło w nim około 33 tys. kół i 400 tys. gości).
W 2020 roku w związku z pandemią COVID-19 98. edycja Comiketu została odwołana, a 99. przeniesiona na następny rok.